# 高瀨一矢
高瀨一矢（8月8日—），日本作詞家、作曲家、編曲家。以美少女遊戲及電視動畫的作曲為主。目前是I've FUCTORY RECORDS的執行董事。愛稱是，已婚。
代表曲包括「FUCK ME」、「Last regrets」、「鳥之詩」、「Shooting Star」（編曲）。參與作詞、作曲、編曲的作品已經超過200首。

## 來歷
- 父親是中學音樂老師，高瀨一矢自2、3歲時就開始接觸鋼琴。小學與中學時代時的音樂成績一直都是名列前茅。
- 1998年，一法師康孝（後來I've代表、社長）、三上誠一（作詞、作曲）、永田善也（作詞、作曲）、中澤伴行、板垣直基（後I've董事）共同組成I've。並且是1999年I've的出道曲《FUCK ME》與的作詞、作曲、編曲。
- 2003年，專輯《SHORT CIRCUIT》發售紀念活動，與KOTOKO、一同演出。

## 作曲

### F.T.K.
- IF YOU WERE HERE(B4 ZA BEAT Mix)
- IS THIS THE WAY YOU KILL A LOVE
- DEAD MY HEART

### WORM WORLD
- EURO系列

## 註解
1. ↑  「Special Talk Session #03-2 高瀬一矢(I've)」『visualstyle』2008年11月号(Vol.6)、p3

## 外部連結
- （日語） LOW TRANCE ASSEMBLY （页面存档备份，存于），I've的官方網頁。
- 高瀨一矢的X（前Twitter）